# Lascuarre
Lascuarre – gmina w Hiszpanii, w prowincji Huesca, w Aragonii, o powierzchni 31,87 km². W 2011 roku gmina liczyła 152 mieszkańców.